# Victor d'Urbal
Victor d'Urbal, baron d'Urbal, né le 15 novembre 1858 à Sarreguemines et mort le 29 janvier 1943 à Paris, est un général français, grand-croix de la Légion d'honneur, dont le nom est associé à la Première Guerre mondiale. 
Il est inhumé aux Invalides.

## Biographie

### Famille
Il est le fils de Othon Henry, baron d'Urbal (1828-1899) et de Bernardhine Johanna Marÿ de Rainville (1838-1865). Son frère Henri d'Urbal, officier des Zouaves, est tué à Étrépilly le 7 septembre 1914. Il s'est marié le 14 novembre 1882 à Niort (Deux-Sèvres), avec Isabelle Proust.

### Carrière militaire
Il entre à Saint-Cyr le 15 novembre 1876 et en sort en 1878 (promotion de Plewna). Il passe ensuite par l'École d’application de cavalerie de Saumur. Il commence sa carrière au 7e régiment de dragons et effectue un séjour en Algérie le 17 janvier 1889–31 décembre 1890.
En 1906, il est nommé commandant du 12e régiment de dragons.

Avec Joffre et Foch en 1915.

Le 24 juin 1911, il reçoit le commandement de la 4e brigade de dragons avec laquelle il part en guerre au début des hostilités en aout 1914. Il reçoit le commandement de la  7e division de cavalerie le 25 août mais il est rapidement promu à diriger le  33e corps d'armée le 20 septembre. Un mois plus tard, le 20 octobre il reçoit le commandement du détachement d’armée de Belgique, puis le 16 novembre celui-ci devient la 8e armée. 
Il la dirige jusqu'au 2 avril 1915 lorsqu'il reçoit le commandement de la 10e armée. Il la dirige pendant la deuxième bataille de l'Artois en mai–juillet 1915 et la troisième en septembre–octobre 1915. 
Il est limogé le 4 avril 1916 et nommé inspecteur-général de la cavalerie de la zone des armées le 8 avril. Il est nommé inspecteur-général des dépôts de cavalerie des zones des armées et de l'intérieur le 28 février, poste qu'il conserva jusqu'au 1er juin 1919. 
Mis en disponibilité de nouveau, il passe au cadre de réserve le 15 novembre 1920.

## Grades
- Sous-lieutenant (15 octobre 1879)
- Lieutenant (11 juin 1882)
- Capitaine (10 décembre 1887)
- Chef d’escadrons (25 mai 1897)
- Lieutenant colonel (12 juillet 1906)
- Colonel (22 décembre 1908)
- Général de brigade (20 juin 1911)
- Général de division (30 août 1914)

## Décorations

### Décorations françaises
|  |  |  |  |

- Grand-croix de la Légion d'honneur (11/07/35) ; chevalier (03/09/98), officier (11/07/12), commandeur (02/11/14), grand officier (10/01/21).
- Croix de guerre 1914-1918
- Médaille interalliée 1914-1918
- Médaille commémorative de la Grande Guerre.

### Décorations étrangères importantes
|  |  |  |

- Belgique :
  - Grand-croix de l'ordre de la Couronne
  - Croix de guerre 1914-1918
- Royaume-Uni : chevalier grand-croix de l'ordre de Saint-Michel et Saint-Georges